# 't Hof

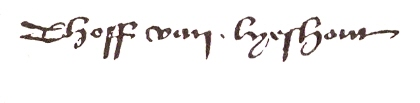
De oudst bekende Nederlandstalige vermelding, uit 1477

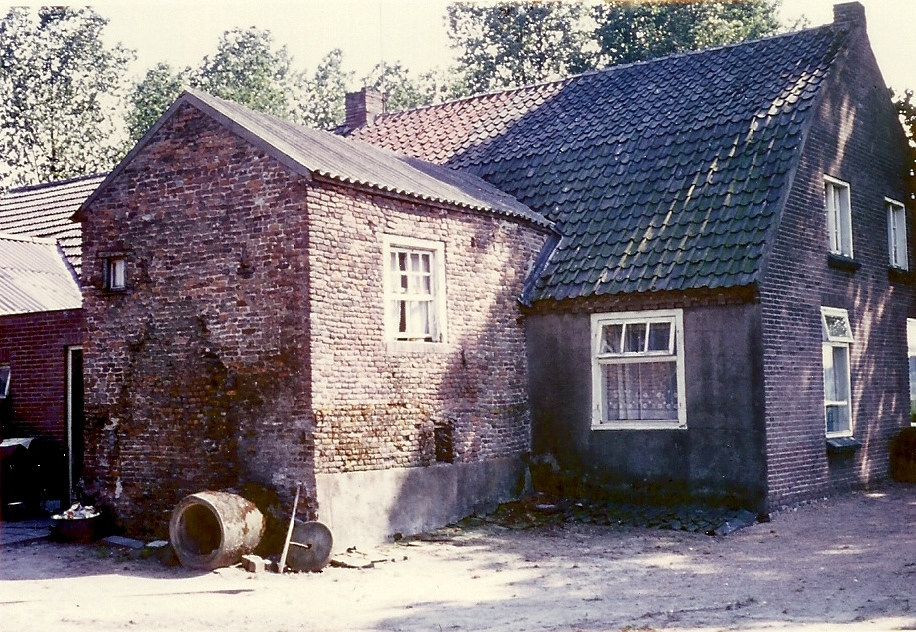
De boerderij aan 't Hof 2. De uitbouw van de boerderij bevat restanten van de dwarsbeuk van een kerk. Volgens een andere lezing betreft het echter restanten van het Huis van het Hof van Lieshout.

 't Hof is een buurtschap  in het buitengebied van de voormalige gemeente Lieshout, nu deel van de gemeente Laarbeek in de Nederlandse provincie Noord-Brabant.
De buurtschap telt een zevental boerderijen rond een open ruimte tussen de hoge akkers ten zuiden van de bebouwde kom van Lieshout.

## Geschiedenis
Op de plaats waar de buurtschap 't Hof is gelegen is in de 8e eeuw het domein Lieshout gesticht. Centraal in het domein lag de hoeve van de heer van Lieshout, in het Latijn aangeduid als curtem, in de landstaal als vroonhof, herenhof of kortweg hof. Hoewel het domein al sinds eeuwen niet meer bestaat is de naam 't Hof voor deze plek behouden gebleven.
De oudst bekende vermelding van 't Hof van Lieshout dateert uit 1194: curtem de Lyzoth. De oudst bekende Nederlandstalige vermelding is te vinden in het Bosch Protocol van 16 mei 1477: Thoff van Lyeshout.
Het erf van het Hof van Lieshout besloeg een halve cirkel met een doorsnede van ongeveer 300 meter langs de oostzijde van de oude doorgaande weg Gerwen – Ginderdoor, welke halfcirkelvormige begrenzing blijkens de kadastrale kaart in 1832 nog vrijwel geheel intact was. Deze halve cirkel was naar alle waarschijnlijkheid tegen wolven en andere roofdieren beveiligd met een sloot en een wal. Op de wal was nog een staketsel van palen en doornige takken aangebracht. Het kasteel van de heer en de bijgebouwen bevonden zich in het noordwestelijk gedeelte.
Na verloop van tijd zijn in 't Hof enkele hoeven afgesplitst van de herenhof en is het kasteel in verval geraakt. Uit de schepenprotocollen blijkt dat in 1698, toen de hoeven van het domein verkocht werden, er in het gebied 't Hof vijf hoeven en een molenhuis lagen. Het molenhuis is in de loop der eeuwen meerdere keren verbouwd. Het stond op de plaats waar nu de boerderij aan 't Hof 2 is gelegen.
Over het ontstaan van het molenhuis bestaan twee lezingen. De ene luidt dat het is gebouwd op de fundering van de 11e-eeuwse kloosterkerk. Bij de bouw zijn de noordelijke dwarsbeuk van het transept met daaronder een crypte en een gedeelte van de fundering van het schip in het molenhuis opgenomen. In de boerderij aan 't Hof 2 is de dwarsbeuk met crypte bewaard gebleven. De andere lezing is dat het molenhuis gebouwd is op de fundering van het Huis van het Hof, dat in de 14e eeuw werd gebouwd als ambtswoning voor de rentmeester. In die zienswijze is het oude gedeelte van de boerderij aan 't Hof 2 een restant van de aanbouw van het Huis van het Hof. Deze aanbouw bestond uit een kelder met een dubbel romaans kruisgewelf en een opkamer.

## Huidige situatie
In de loop van de tijd is ten noorden van 't Hof het dorp Lieshout ontstaan. Door de aanleg van het Wilhelminakanaal in het begin van de vorige eeuw is 't Hof afgesloten van de kern van het dorp. De aanleg aan het eind van die eeuw van een weg om het dorp heen naar Gerwen heeft die afsluiting nog versterkt. Gevreesd wordt dat als de plannen doorgaan om een verkeersruit om Eindhoven aan te leggen, die vanuit Aarle-Rixtel naar Son leidt, de buurtschap nog verder geïsoleerd zal raken.
Hoofdplaats: Beek en Donk      Dorpen: Aarle-Rixtel · Lieshout · Mariahout

Buurtschappen: Achterbosch · Asdonk · Beemdkant · Bemmer · Broek · Broekkant · Deense Hoek · Donkersvoort · Ginderdoor · Groenewoud · Heereind · Hei · Heikant · 't Hof · Hool · Karstraat · Laar · Strijp

Noord-Brabant: Steden en dorpen      Nederland: Provincies · Gemeenten